# Cyrtopogon meyerduerii
Cyrtopogon meyerduerii là một loài ruồi trong họ Asilidae. Cyrtopogon meyerduerii được Mik miêu tả năm 1864.